# Ernesto Garrido
Ernesto Garrido es un deportista cubano que compitió en natación adaptada. Ganó una medalla de plata en los Juegos Paralímpicos de Barcelona 1992 en la prueba de 50 m libre (clase S10).

## Palmarés internacional
| Juegos Paralímpicos | Juegos Paralímpicos | Juegos Paralímpicos | Juegos Paralímpicos |
| Año                 | Lugar               | Medalla             | Prueba              |
| ------------------- | ------------------- | ------------------- | ------------------- |
| 1992                | Barcelona (España)  | Medalla de plata    | 50 m libre S10      |